# 阿伊特亞希耶

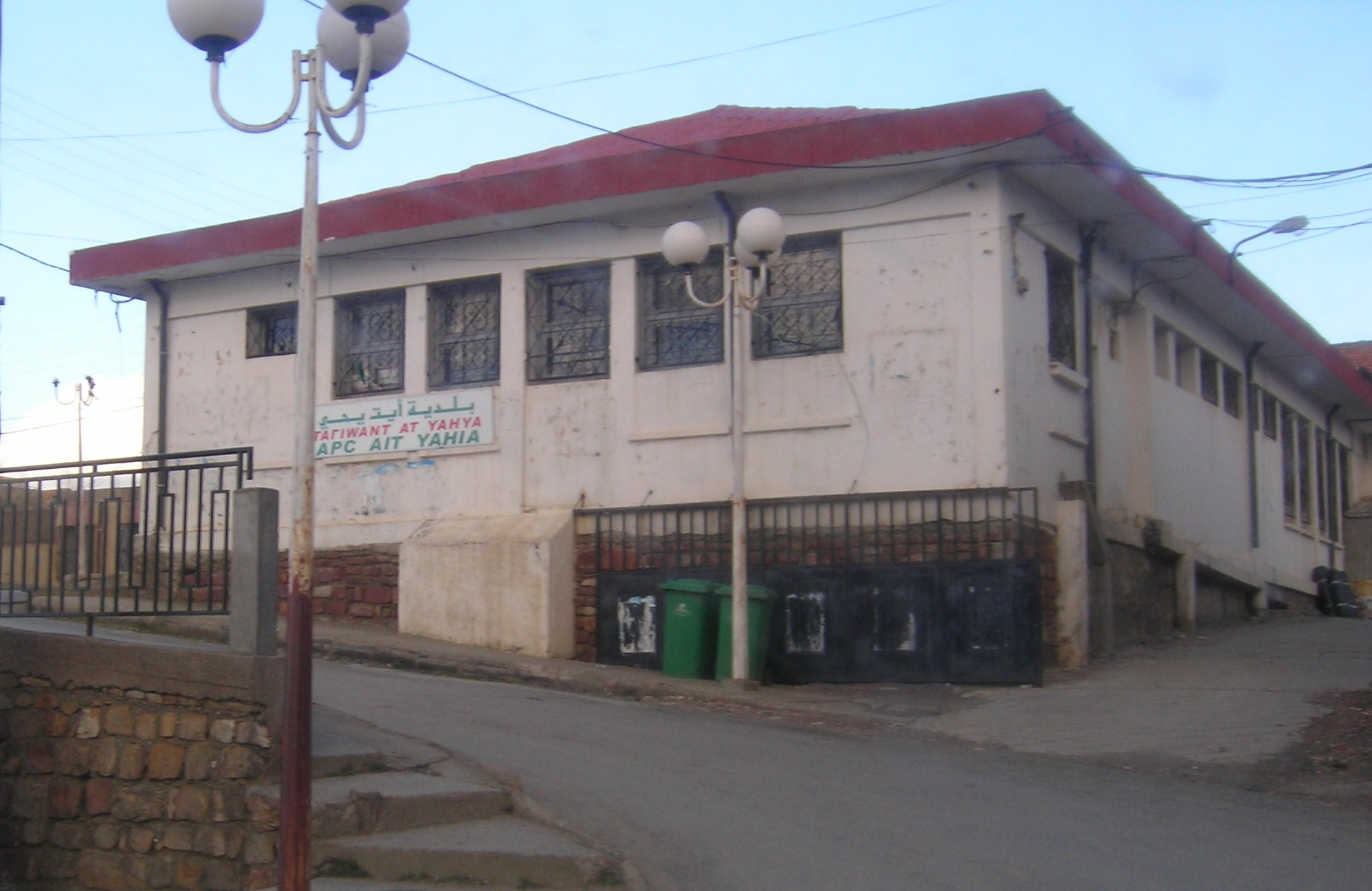

36°34′52″N 4°19′49″E / 36.58111°N 4.33028°E
阿伊特亞希耶（阿拉伯语：‎），是阿爾及利亞的城鎮，位於該國北部提濟烏祖省，由艾因哈馬姆區負責管轄，面積52平方公里，2008年人口14,439，人口密度每平方公里275人。